# Jonah Falcon
Jonah Adam Falcon (født 29. juli 1970) er en skuespiller og forfatter fra New York, USA, han har siden 1999 været kendt som den nulevende mand med den længste penis i verden.
Jonah Falcon har aldrig haft stor succes med sit skuespil, men da han i 1999 deltog i HBO dokumentaren Private Dicks: Men Exposed, blev han kendt for sin penis, som måler 24 cm i slap tilstand og 34 cm i stiv tilstand, hvilket er det, der har givet ham mest opmærksomhed. På trods af muligheden for stor succes i pornoindustrien har Falcon i modsætning til John Holmes, som havde en penis af samme størrelse aldrig haft lyst til at gå den vej, da hans passion er skuespil, hvilket han dog ikke har haft det store held med indtil nu.

## Skuespillerkarriere
Falcon har medvirket i:
- NBC's sitcom Ed, som baggrundsskuespiller (3 afsnit).
- FOX's Melrose place, som baggrundsskuespiller (3 afsnit).
- Law & Order, som nævning 2.
- Law & Order: Special Victims Unit, som baggrundsskuespiller (3 afsnit).
- HBO's The Sopranos, som baggrundsskuespilleren Dave (1 afsnit).
- Sex and the City, som baggrundsskuespiller (1 afsnit).
- Madigan Men, som baggrundsskuespiller (1 afsnit).
- Just My Luck, som baggrundsskuespiller.

## Talkin' Yankess
Falcon er værten på et kabeltvshow, kaldet Talkin' Yankees Hosted by Jonah Falcon, hvor seerne kan ringe ind, værterne fra Howard Stern showet ringer ofte til Falcon for at stille nådesløse spørgsmål om Falcons underliv.